# Герман, Павел Давыдович
Па́вел Давы́дович Ге́рман (1894, Каменец-Подольский — 1952, Москва) — советский поэт-песенник, публицист.

## Биография
Родился в городе Каменец-Подольский в 1894 году, в еврейской семье. Родители — Симха-Дувид Псахьевич Герман (22 августа 1864—?) и Малка Файвелевна Герман (1864—?) — заключили брак там же 18 января 1894 года. С началом Первой мировой войны перебрался в Киев, где вышел первый сборник романсов на его стихи. Был активным членом киевского литературно-художественного клуба Х. Л.А. М..
В это время им был написан популярный романс:
Только раз бывают в жизни встречи,

Только раз судьбою рвётся нить,

Только раз в холодный зимний вечер

Мне так хочется любить!
В годы гражданской войны писал скетчи и юмористические пьесы для киевских театров.

### Период после Гражданской войны
В 1921 году совместно с композитором Юлием Хайтом написал «Авиамарш» («Всё выше, и выше, и выше …»). После Гражданской войны жил в Риге, затем в Париже, где выпустил сборник стихов «Париж пламенеющий» (1927). Вернувшись в СССР к началу 1930-х годов поэт вновь поселился в Киеве. Написал слова к ряду известных песен.
К концу 1930-х годов из поэта-лирика превратился в поэта-пропагандиста. Так, для фильма «Высокая награда» (режиссёр Евгений Шнейдер, 1939) им была написана песня:
Но пока не все враги известны

И пока хоть жив ещё один,

Быть чекистом должен каждый честный

И простой советский гражданин.

Оттого лишь крепче бастионы,

Оттого чекисты наших дней —

Это все сто семьдесят мильонов

Патриотов Родины моей!
После войны заведовал репертуарным отделом Главцирка. Умер в 1952 году в Москве. Похоронен на Введенском кладбище (21 уч.).

## Избранные песни
- Авиамарш (Ю. Хайт);
- Блекнут краски (А. Покрасс);
- Весенняя песня (Н. Иллютович);
- Всё, что было (Д. Покрасс[4]);
- Вспомни тихий запущенный сад (С. Покрасс);
- Дни за днями катятся (С. Покрасс);
- Песнь о кирпичном заводе (более известная как «Кирпичики») (В. Кручинин);
- Минуты жизни (Б. Фомин);
- Не надо встреч (Ю. Хайт);
- Объединяйся, молодёжь (В. Кручинин);
- Прощальный вальс (Б. Фомин);
- Розовый бокальчик (С. Покрасс);
- Саша (Б. Фомин)
- Совсем чужие мы (Б. Фомин);
- Там бубна звон (С. Покрасс);
- Только раз бывают в жизни встречи (Б. Фомин);
- Улыбнись, родная (Б. Фомин);
- Чайная роза (Д. Покрасс);
- Что мне горе (С. Покрасс);
- Я забуду тебя (С. Покрасс);
- Я не могу любить (Б. Фомин).